# Jordan Spieth
Jordan Alexander Spieth (Dallas, 27 juli 1993) is een golfprofessional uit de Verenigde Staten die momenteel uitkomt op de PGA Tour.
Op 22-jarige leeftijd won Spieth met het Masters Tournament en de US Open twee majortitels in één jaar. Datzelfde jaar won hij ook de FedEx Cup. Twee jaar later wist hij ook The Open Championship te winnen voor zijn derde majortitel. Door zijn successen was Spieth een tijdlang de nummer één golfer op de Official World Golf Ranking.

## Amateur
Reeds als amateur was Spieth een van de succesvolste golfers van zijn generatie. Zowel in 2009 als 2011 wist hij het Amerikaans amateurkampioenschap golf te winnen, iets dat enkel Tiger Woods ook gelukt is. Net voor zijn achttiende verjaardag werd Spieth de nummer 1 golfer op de AJGA Golf Rankings, een nationale ranking voor junior golfers. In 2010 accepteerde Spieth een vrijstelling om te spelen op het Byron Nelson Championship van de PGA Tour, waarmee hij de eerste amateur werd sinds 1995 die voor dit toernooi een vrijstelling kreeg. Hij haalde de cut, waarmee hij de zesde jongste speler werd die de cut haalde op een PGA Tour-evenement, en eindigde uiteindelijk op een 16e plaats. Ook in 2011 kreeg hij een vrijstelling om aan het PGA Tour-toernooi deel te nemen.
In 2011 ging Spieth naar de Universiteit van Texas, waar hij deel uitmaakte van het golfteam. Reeds in zijn eerste jaar hielp hij het universiteitsteam om het NCAA-kampioenschap te winnen en werd hij tot Speler van het Jaar benoemd. Hoewel hij slechts twee jaar op de universiteit doorbracht voordat hij professional werd, heeft de universiteit Spieth in 2023 aan de Hall of Fame toegevoegd voor zijn prestaties.
In 2012 mocht Spieth als amateur deelnemen aan de US Open, nadat Brandt Snedeker zich had teruggetrokken uit het toernooi. Hij werd 21e in de eindstand en was daarmee de laagst geplaatste amateur. Door deze prestaties, en het feit dat Patrick Cantlay had besloten om professional te worden, werd Spieth de nummer één amateur in de World Amateur Golf Ranking.

## Professional
Nadat het Spieth niet gelukt was om een PGA Tour-kaart af te dwingen op de Q-School, besloot hij op 19-jarige leeftijd om midden in zijn tweede jaar van de universiteit te stoppen en professioneel golfer te worden.

### 2013: Eerste PGA Tour-overwinning als rookie
Doordat Spieth geen PGA Tour-kaart had bemachtigd, speelde hij begin 2013 uitsluitend op toernooien waar hij door sponsors werd uitgenodigd. Nadat hij bij zijn debuut op de Farmers Insurance Open nog de cut had gemist, werd hij vervolgens tweede op de Puerto Rico Open en zevende op de Tampa Bay Championship. Door zijn goede resultaten kreeg als tijdelijk lid onbeperkte sponsorvrijstellingen, daar waar niet-leden beperkt zijn tot zeven vrijstellingen per PGA Tour-seizoen.
In april 2010 behaalde hij nog een top-10 finish op de RBC Heritage, en op 14 juli (twee weken voor zijn 20e verjaardag) won Spieth met de John Deere Classic zijn allereerste toernooi op de PGA Tour. Hij werd hiermee de op drie na jongste PGA Tour-winnaar en de eerste tiener sinds Ralph Guldahl in 1931 die op de PGA Tour een toernooi kon winnen. Door de overwinning werd Spieth een volwaardig PGA Tour-lid en kwam hij in aanmerking voor de FedEx Cup, waarin hij uiteindelijk op een 11e plaats eindigde. Het leverde hem ook een startbewijs op voor The Open Championship, het PGA Championship en de Masters.
In de herfst van zijn eerste jaar als professional werd Spieth geselecteerd voor het Amerikaanse team op de Presidents Cup. Niet veel later werd hij door de PGA Tour uitgeroepen tot Rookie van het Jaar, en hij eindigde zijn debuutjaar op de 10e plaats in de ranking van de PGA Tour en op de 22e plaats van de Official World Golf Ranking.

### 2014: Runner-up op de Masters en eerste Ryder Cup
Spieth maakte in april 2014 zijn debuut op het Masters Tournament, en na 54 holes deelde hij de leiding met Bubba Watson. Tijdens de laatste ronde was Spieth op een gegeven moment de enige leider met twee slagen voorsprong, en kon hij de jongste Masters-kampioen ooit worden. Maar tijdens de laatste negen holes pakte Watson opnieuw de leiding en gaf die niet meer uit handen. Spieth eindigde op een gedeelde tweede plaats en werd daarmee de jongste runner-up in de geschiedenis van de Masters. Zijn succesvolle majortoernooi bracht hem voor het eerst in de top 10 van de wereldranglijst.
In september 2014 werd Spieth geselecteerd voor het Ryder Cup-team, waarmee hij de jongste Amerikaan sinds Horton Smith in 1929 werd die meespeelde op het toernooi. In november won Spieth zijn tweede proftoernooi op de Emirates Australian Open (deel van de Australaziatische PGA Tour) door in de laatste ronde een baanrecord van 63 slagen te vestigen. Een week later won hij opnieuw, ditmaal op de Hero World Challenge in Florida.

### 2015: Twee majortitels, FedEx Cup en nummer 1 van de wereld
Spieth begon 2015 goed door in maart het Valspar Championship te winnen, waarbij zijn overwinning hem naar de 6e plaats op de Official World Golf Ranking bracht. Door vervolgens als vierde te eindigen op de Valero Texas Open schoof hij nog verder omhoog naar de 4e plaats.
Op 12 april 2015 wist Spieth, na zijn tweede plaats het jaar ervoor, wel de Masters Tournament op zijn naam te schrijven. Spieth vestigde het record voor de meeste birdies tijdens de Masters (28 birdies) en werd de op één na jongste persoon die de Masters won. Door de overwinning steeg Spieth naar nummer 2 op de Official World Golf Ranking.
Twee maanden later bevestigde Spieth zijn vorm door met de US Open meteen zijn tweede majortitel te winnen. Hij won het toernooi met één slag voorsprong op Dustin Johnson en Louis Oosthuizen, en werd daarmee de zesde speler ooit die de Masters en de US Open in hetzelfde jaar kon winnen, nadat Tiger Woods dit in 2002 voor het laatst had gedaan. Ook werd hij de op drie na jongste speler om meer dan één majortitel te winnen, en was hij de jongste winnaar van de US Open sinds Bobby Jones in 1923.
Een week voor The Open Championship won Spieth voor de tweede maal in zijn carrière de John Deere Classic en zijn vierde toernooi van 2015. Door vervolgens vierde te worden op The Open en als tweede achter Jason Day te eindigen op het PGA Championship werd Spieth voor het eerst nummer een op de Official World Golf Ranking.
Hoewel Spieth de cut miste op de eerste twee toernooien van de FedEx Cup play-offs, bleef hij door zijn 13e plaats op het BMW Championship toch tweede in het klassement. Door vervolgens het Tour Championship te winnen werd Spieth ook de eindwinnaar van de FedEx Cup. Door zijn winstbonus verdiende Spieth in 2015 meer dan 12 miljoen dollar, wat een record was voor één PGA Tour-seizoen.
Na zijn recordjaar werd Spieth bekroond met elke mogelijke persoonlijke onderscheiding. Hij won de PGA Player of the Year, de Jack Nicklaus Trophy, de Vardon Trophy, de Byron Nelson Award en de Arnold Palmer Award.

### 2016: Drama op Augusta
Spieth kwam na zijn geweldige seizoen in 2015 opnieuw uitstekend voor de dag door het eerste toernooi van 2016, het Hyundai Tournament of Champions, te winnen met een eindscore van 30 onder par. Zijn score was niet alleen een persoonlijk record, het was ook pas de tweede keer dat een speler deze score behaalde in een 72-holes PGA Tour-evenement nadat Ernie Els dit op hetzelfde toernooi lukte in 2003. Spieth evenaarde ook Tiger Woods door reeds zijn zevende PGA Tour-toernooi te winnen voor zijn 23e verjaardag.
In april van dat jaar leek Spieth op weg om voor het tweede jaar op rij de Masters te winnen. Aan het begin van de laatste ronde had hij één slag voorsprong, en in de eerste negen holes breidde hij dit uit tot vijf slagen. Maar vanaf hole 10 kreeg Spieth te maken met een van de grootste ineenstortingen in de geschiedenis van de Masters. Na bogeys op de 10e en 11e hole sloeg Spieth twee ballen in het water op hole 12, waardoor hij een quadruple-bogey sloeg. Hij eindigde het toernooi daarmee als tweede achter Danny Willett. Velen deed dit drama denken aan het gelijkaardige verloop van de editie in 1996, toen Greg Norman een grote voorsprong uit handen gaf en Nick Faldo de eindwinst behaalde.
Ruim een maand later spoelde Spieth de bittere nasmaak van de Masters weg door de Dean & DeLuca Invitational te winnen. Na een sterke prestatie in de FedEx Cup play-offs kwalificeerde Spieth zich voor de Ryder Cup, waar hij een prominente rol had in de overwinning van het Amerikaanse team.
In november won Spieth voor de tweede keer in drie jaar tijd de Emirates Australian Open op de Australaziatische PGA Tour. De overwinning was Spieth's 11e van zijn professionele carrière en zijn derde toernooiwinst van 2016.

### 2017: Driekwart van de Grand Slam
Op 12 februari, in zijn 100e PGA Tour-toernooi als professional, behaalde Spieth zijn eerste overwinning van 2017 op de AT&T Pebble Beach Pro-Am, Met deze overwinning werd Spieth, samen met Tiger Woods, slechts de tweede golfer na de Tweede Wereldoorlog die negen toernooien wist te winnen op de PGA Tour voor zijn 24e.
In zijn vierde deelname aan de Masters eindigde Spieth op een gedeelde 11e plaats, wat de allereerste keer was dat hij op dit toernooi niet als eerste of tweede eindigde. Ook op US Open had Spieth opties op een derde major-titel in totaal. Doordat enkele grote namen er niet in slaagden om de cut te halen, en er slechts acht slagen verschil zat tussen alle spelers die het weekend haalden, was een majortitel opnieuw mogelijk. Helaas voor Spieth scoorde hij slechts een 76 op zaterdag en eindigde hij op een gedeelde 35e plaats.
De week daarop maakte Spieth zijn debuut op het Travelers Championship, waar hij het hele weekend aan de leiding ging en uiteindelijk via een play-off Daniel Berger versloeg en zijn 10e PGA Tour-titel voor zijn 24e verjaardag won.
Op 23 juli 2017 wist Spieth zijn derde majortitel te behalen door The Open Championship op Royal Birkdale te winnen. Na een gevecht met Matt Kuchar op de laatste dag hield Spieth zijn belager met drie slagen voorsprong af, en werd hij de tweede speler na Jack Nicklaus die drie van de vier majors gewonnen heeft voor zijn 24e verjaardag.
In de FedEx Cup bleek Spieth de goede vorm van zijn goede vriend Justin Thomas niet te kunnen stoppen, en werd hij tweede achter hem in de eindranking. Aan het einde van het jaar behaalde Spieth met het Amerikaanse team zijn derde overwinning in de Presidents Cup.

### 2018-2020
Na zijn succesvolle jaren tussen 2015 en 2017 kon Spieth in 2018 geen enkel toernooi winnen. Hoewel hij meerdere hoge noteringen wist te halen, waaronder een 3e plaats op de Masters en een 9e plaats op The Open, kreeg zijn mindere jaar ook op de FedEx Cup een vervolg, waar Spieth in het derde play-offtoernooi als 31e eindigde (en enkel de top-30 doorgaat naar de Tour Championship).
Ook in 2019 had Spieth in het begin van het jaar moeite om zijn goede vorm terug te vinden. Deze kwam er pas bij zijn zoektocht naar de Grand Slam, op het PGA Championship op Bethpage Black. Spieth streed lang mee voor de eindoverwinning, maar eindigde uiteindelijk op een gedeelde 3e plaats met zes slagen achterstand op winnaar Brooks Koepka. Uiteindelijk wist Spieth ook in 2019 geen PGA Tour-toernooi te winnen.
In 2020 leek een achtste plaats op de CJ Cup zijn jaar goed te laten starten, maar ook nu kon hij er geen gevolg aan geven. Eind januari 2020 viel Spieth voor de eerste keer sinds zijn start op de PGA Tour buiten de top 50 van de wereldranking. Zijn hoogste notering dat jaar was een 10e plaats op de Charles Schwab Challenge. Aan het einde van het seizoen werd het een derde jaar op rij voor Spieth zonder zege.

### 2021-2023: Terug naar de winnende vorm
Bij zijn tweede toernooi van 2022 gaf Spieth, geëindigd op een tweede plaats achter winnaar Brooks Koepka op het Waste Management Phoenix Open, een duidelijk signaal dat zijn vorm opnieuw verbeterd was. Ook op zijn derde toernooi was hij op de afspraak, en werd hij derde in de eindstand op de AT&T Pebble Beach Pro-Am. In maart 2021 eindigde hij op een 4e plaats op de Arnold Palmer Invitational.
In zijn achtste start van het seizoen won Spieth het Valero Texas Open, om daarmee een einde te maken aan een periode van 1351 dagen zonder overwinning. Hij volgde deze overwinning op met een derde plaats op de Masters, waarna hij meer dan een maand geen toernooien speelde. In juli 2021 eindigde Spieth met twee slagen achterstand op winnaar Collin Morikawa op een tweede plaats tijdens The Open Championship. ZIjn goede vorm leidde tot een nieuwe kwalificitatie voor het Amerikaanse team op de Ryder Cup. Hier wist hij met Team USA te winnen en zijn tweede Ryder Cup-zege te behalen.
Op 17 april 2022 won Spieth zijn 13e PGA Tour-titel door de RBC Heritage op zijn naam te schrijven. Hij werd in dat jaar ook verkozen voor het Amerikaanse team op de Presidents Cup, waar hij al zijn vijf wedstrijden won en voor de 4e keer de titel won met Team USA.
In 2023 lukte het Spieth opnieuw niet om een toernooi te winnen, maar werd hij wel eenmaal 2e (op de RBC Heritage) en wist hij 7 keer een top-10 notering te behalen. Ook in 2023 werd Spieth verkozen voor het Amerikaanse team op de Ryder Cup, waar hij met de Verenigde Staten verloor van het Europese team.

## Gewonnen toernooien

### PGA Tour
- John Deere Classic (2013, 2015)
- Valspar Championship (2015)
- Masters Tournament (2015)
- US Open (2015)
- Tour Championship (2015)
- Hyundai Tournament of Champions (2016)
- Dean & DeLuca Invitational (2016)
- AT&T Pebble Beach Pro-Am (2017)
- Travelers Championship (2017)
- The Open Championship (2017)
- Valero Texas Open (2021)
- RBC Heritage (2022)

### Australaziatische PGA Tour
- Emirates Australian Open (2014, 2016)

### Kampioenschappen
- FedEx Cup (2015)
- Ryder Cup (2016, 2021)
- Presidents Cup (2013, 2015, 2017, 2022)

### Overige overwinningen
- Hero World Challenge (2014)